# Thomas Wyss
Thomas Wyss, född 29 augusti 1966, är en schweizisk före detta fotbollstränare och professionell fotbollsspelare som spelade central mittfältare för fotbollsklubbarna Luzern, Aarau, Grasshopper och St. Gallen mellan 1984 och 2001. Han vann ett ligamästerskap (1989–1990) och två schweiziska cuper (1988–1989 och 1989–1990) med Grasshopper. Wyss spelade också elva landslagsmatcher för det schweiziska fotbollslandslaget mellan 1993 och 1994.
Efter den aktiva spelarkarriären har han tränat Grenchen, Zug 94, Baden, Cham och Roggwil.